# Heinrich Prell
Heinrich Bernward Prell (ur. 11 października 1888, zm. 25 kwietnia 1962) — niemiecki zoolog, entomolog. Dyrektor Instytutu Zoologicznego Uniwersytetu Technicznego w Dreźnie.